# سلمان قلي
سلمان قلي، سباح كويتي الجنسية, ولد في عام 1994, لاعب في منتخب الكويت للسباحة ،شارك في العديد من البطولات المحلية الخليجية العربية والآسيوية والعالمية ، احترف السباحة وابتعث في الولايات المتحدة الأمريكية وانخرط في برنامج تدريبي في ولاية فلوريدا في نادي davie nadadores عام 2009 حقق نجاح باهر وارقام قياسية مشرفة تضاف وتسجل لمشواره الرياضي.
تنقل بين الفئات بكل هيمنة من الناشئين إلى العمومي بكل سيطرة..

## إنجازاته
- في عام 2007: شارك في البطولة العربية التاسعة للناشئين للسباحة والتي أقيمت في العاصمة الأردنية عمان
- في عام 2008: حطم 3 أرقام قياسية في أولمبياد (بروارد كاونتي)
- في عام 2009: حصد على الذهب والفضة والبرونز في آسيا الشباب التي أقيمت في سنغافورة
- في عام 2011: نجح في حرز ذهبية 100م في زمن قدره 51.68 بالإضافة إلى 4 ذهبيات أخرى في دورة ألعاب الخليج التي أقيمت في دولة البحرين
- في عام 2012: حصد على 12 ذهبية في بطولة الخليج التاسعة للسباحة للمجرى القصير التي أقيمت في دولة الكويت